# Josef Friedrich Doppelbauer
Josef Friedrich Doppelbauer (* 5. August 1918 in Wels; † 16. Jänner 1989 in Salzburg) war ein österreichischer Komponist, Organist und Chorleiter.

## Leben
Josef Friedrich Doppelbauer wurde in den letzten Monaten des Ersten Weltkriegs als Sohn der Eltern Josef Doppelbauer (1871–1945) und Maria Doppelbauer geb. Pichler (1879–1962) geboren. Er wuchs mit seinen Geschwistern Karl (1908–1967), Rupert (1911–1992) und Leopoldine (1916–1917) in einer musikalischen und kunstinteressierten Familie auf.
Gefördert wurde er in musikalischen Dingen vor allem durch seinen Bruder Rupert, der zu dieser Zeit von dem Komponisten und Leiter des Welser Bach-Chores Johann Nepomuk David unterrichtet wurde. Rupert gab das Gelernte an seinen jüngeren Bruder Josef Friedrich weiter. Ab dem 11. Lebensjahr erhielt Josef Friedrich Geigen-, ab dem 12. Lebensjahr Klavierunterricht – kostenlos aufgrund seiner besonderen Begabung.
Nach seiner Abiturprüfung studierte er ab 1938 am Konservatorium in Graz Komposition bei Karl Marx und Walter Kolneder, Orgel bei Franz Illenberger und Violoncello bei Wolfgang Grunsky. Bereits ein Jahr später legte er die künstlerische Reifeprüfung im Fach Komposition mit Auszeichnung ab. Zeitgleich absolvierte er ein Studium an der Universität Graz in Germanistik und Kunstgeschichte.
Im Jahr 1939 wechselte er an die von den Nationalsozialisten nach der Machtergreifung in Österreich neu gegründete Hochschule für Musikerziehung in Graz-Eggenberg (sein Bruder Rupert war dort seit 1939 Dozent für Gambe und Kammermusik), belegte im Hauptfach Schulmusik mit dem Hauptinstrument Orgel und bestand 1940 seine künstlerische Reifeprüfung auch an der Orgel mit Auszeichnung.
Im Anschluss an einen mehrjährigen Kriegsdienst und Gefangenschaft in Jugoslawien von 1940 bis 1946 kehrte er nach Wels zurück und arbeitet dort als Organist und Chorleiter in der Stadtpfarrkirche. Darüber hinaus studierte er von 1954 bis 1956 Schulmusik am Mozarteum in Salzburg und wurde danach Dozent für Musiktheorie und Tonsatz am Brucknerkonservatorium in Linz.
1958 heiratete Doppelbauer Margarete Stroh. Aus dieser Beziehung gingen drei Kinder hervor; Andreas (* 1959), Wolfgang (* 1960) und Thomas (* 1963).
Von 1960 bis 1988 unterrichtete er Orgel, Tonsatz, Komposition und kirchliche Komposition am Mozarteum in Salzburg. 1969 folgte seine Ernennung zum außerordentlichen Hochschulprofessor, die drei Jahre später zu einer ordentlichen Professur umgewandelt wurde. Im Jahr 1970 und erneut von 1971 bis 1984 wurde Doppelbauer zum stellvertretenden Rektor des Mozarteums erhoben.
Nach seinem Tod wurde er am 23. Jänner 1989 auf dem Friedhof Aigen in Salzburg beigesetzt (Gr. 505, Reihe 02, Ordnung 3, Grabnr. 008).

## Auszeichnungen
- 1958: 1. Preis beim internationalen Kompositionswettbewerb in Gent
- 1968: österreichischer Staatspreis für Musik[5]
- 1972: Anton-Bruckner-Preis des Landes Oberösterreich
- 1982: Ehrenkreuz erster Klasse für Kunst und Wissenschaft der Republik Österreich[6]

## Werke (Auswahl)
Josef Friedrich Doppelbauer war Autor für zahlreiche musikalische Fachzeitschriften und schuf ein umfangreiches kompositorisches Werk, das fast alle musikalischen Gattungen beinhaltet und annähernd 600 Titel umfasst. Den wichtigsten Teil seines Œuvres nehmen die geistliche und weltliche Chormusik sowie Werke für die Orgel ein.
- Choralvorspiel: Ihr Engel allzumal in: Josef Schildknecht, Orgelschule. XXII. Auflage. Neubearbeitung von Hermann Schroeder. Coppenrath, Altötting 1968
- Ich bin dein. Vierstimmiger Männerchor. Merseburger, Kassel
- Der Krakauer. Vierstimmiger Männerchor. Merseburger, Kassel
- Gelobt seist du, Herr Jesu Christ. Liedproprium für das Christkönigsfest und Jesusfeste, dazu Orgelsätze für Vor- und Zwischenspiele, SATB und SAB
- Sonne der Gerechtigkeit. Vierstimmiger gemischter Chor.
- Ihr Hirten, steht auf. 2 Violinen und Violoncello
- Pange lingua (Tantum ergo) . SATB, 2 Trompeten, 2 Hörner, 2 Posaunen, Tuba und Orgel